# Ночной метрополитен

Схема линий Ночного метро Лондона

Ночной метрополитен (англ. Night Tube and London Overground Night Service) — модель обслуживания на ряде линий лондонского метрополитена и надземной железнодорожной системы Лондона, обеспечивающая предоставление услуг во время ночного окна для пассажиров по пятницам и субботам до 4:30 на всём протяжении линий метро «Виктория» и «Юбилейная», на большей части Центральной, Северной и Пикадилли линий, а также небольшого участка надземной лондонской линии Ист-Лондон (ночное обслуживание пассажиров с 1:00 до 4:30 часов по пятницам и субботам было начато в декабре 2017 года между станциями Dalston Junction и New Cross Gate, без остановки в Whitechapel). Официально круглосуточное движение поездов на вышеперечисленных участках началось в ночь на пятницу, 19 августа 2016 года. Таким образом, было обеспечено круглосуточное обслуживание пассажиров с утра пятницы до вечера воскресенья каждую неделю. Однако из-за пандемии COVID-19 проект был приостановлен с пятницы 20 марта 2020 года и частично возобновлён 27 ноября 2021 года.

## Предпосылки

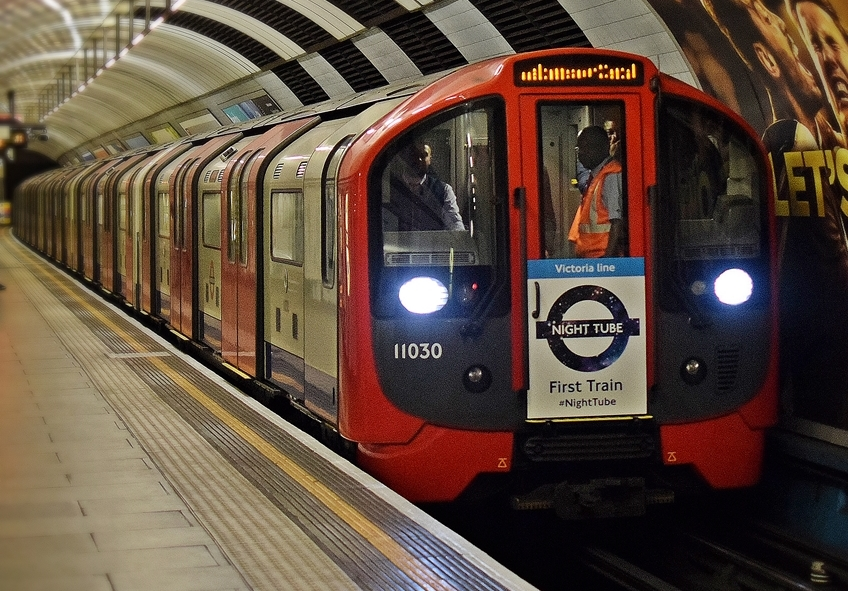
Первый ночной состав линии «Виктория» прибывает на станцию «Пимлико». В вагоне поезда находились мэр Лондона Садик Хан и управляющий директор лондонского метро Майк Браун.

С момента создания лондонского метрополитена практика предоставления услуг в ночные часы была проблематичной, в основном из-за шума в ночное время и необходимости проведения текущих ремонтных работ, которые обычно проводятся в так называемое ночное окно. Проведение широкомасштабной модернизации всей сети лондонского метрополитена с конца 1990-х годов, наряду с серьёзным улучшением инфраструктуры станций и устройств сигнализации, централизации и блокировки, а также строительство линии Crossrail, которая будет иметь подземные станции в центре Лондона для возможности пересадки на развитую сеть лондонского метрополитена, позволили организовать ограниченное движение метро в ночное время.

## Комментарии
1. ↑  Сюда вошло увеличение пропускной способности на линиях метро Пикадилли, Виктория, Юбилейной и Северной[2][3][4][5]. Обновления основных станций, включая Грин-парк и Кингс-Кросс Сент-Панкрас[1][6][7][8], в то время как на других станциях были добавлены пункты оказания помощи, устройства для слабослышащих пассажиров и безбарьерный доступ[9][10].